# Lance Maior
Lance maior é um filme brasileiro de 1968, do gênero drama, dirigido por Sylvio Back. O tema de abertura é de autoria de Carlos Castilho, interpretado por Marília Pera.

## Sinopse
Em Curitiba, Mário é um bancário pobre que mora numa pensão e namora duas mulheres, a lojista sonhadora também pobre Neusa e a universitária de família rica, Cristina. Ele engana as duas, tentando conseguir os favores amorosos da relutante Neusa que se guarda para o casamento; e se unir a Cristina para alcançar ascensão social. Paralelamente, os amigos do banco pensam em fazer greve, o pai que vive no interior sofre de uma doença indeterminada e o próprio Mário é acometido de doença venérea por sair com prostitutas.

## Elenco
- Reginaldo Farias...Mário
- Regina Duarte...Cristina
- Irene Stefânia...Neusa
- Jorge Botelho
- Isabel Ribeiro...Marga
- Lota Moncada
- Lourdes Bergmann
- Sérgio Bianchi
- Doralice Bittencourt
- Maria Rosa Carvalho
- Cecília Christo
- Édson d'Ávila
- Joel de Oliveira
- Cristo Dikof
- Henrique Gomm
- Luiz Hilário
- Ileana Kwasinski
- Esmeralda Magno
- Sônia Mara

## Produção
O filme foi rodado em locação no estado do Paraná, especialmente em Curitiba. Marcou as estreias de Regina Duarte no cinema, e Sylvio Back realizando um longa-metragem.